# Henri Meunier

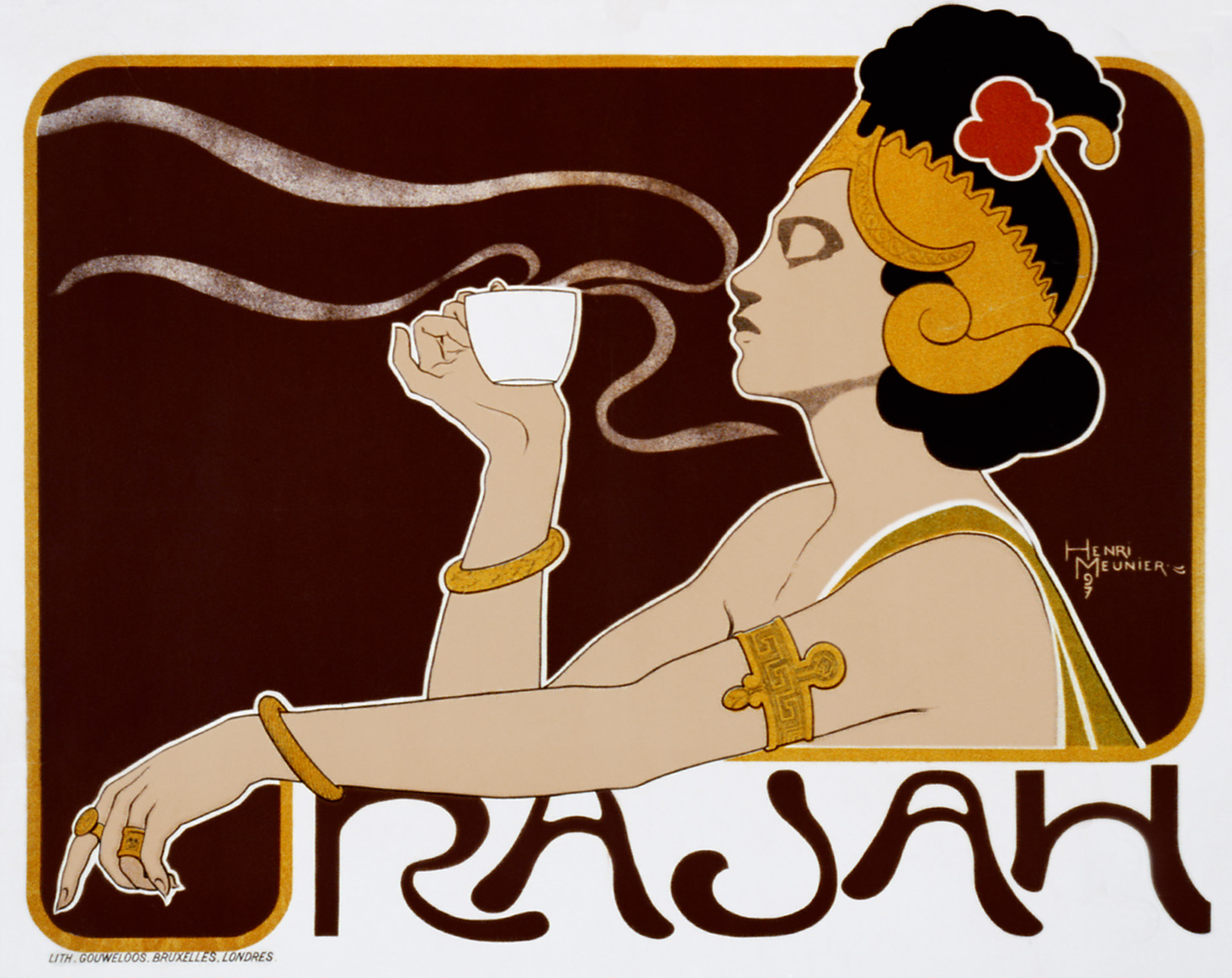
Henri Meunier, Rajah, 1897

Henri Meunier, (Ixelles, 1873 - Brussel·les, 1922) fou un pintor, cartellista, litògraf, gravador, il·lustrador i relligador.
Fill de família d'artistes, rebé la seva primera formació al taller de gravat del seu pare. Estudià a l'Acadèmia de Belles Arts d'Ixelles. El 1890 exposà per primer cop, concretament uns aiguaforts, al Salon de Mons. El 1893 obtingué una medalla d'or a l'Exposició de Llemotges. Es creu que el seu primer cartell fou el que va fer pels concerts d'Ysage de 1895. Des de 1897 participà periòdicament a les exposicions del Cercle Artistique Le Sillon de Brussel·les.

## Links de referència
- Cartell d'Henri Meunier del fons de la col·lecció del Centre de Documentació i Museu de les Arts Escèniques (MAE)